# Pon farr
Pon farr（七年震蕩）是《星艦奇航記》宇宙中，发生在瓦肯人身上的一种生理现象。暂无统一的中文翻译。在瓦肯人到达成熟期之后，以七年为周期会经历Pon farr。在Pon farr的过程中，瓦肯人处于生理和心理极度不平衡状态。瓦肯人需要回到瓦肯进行某些仪式，否则可能会导致死亡。 

## 描述
每七年，瓦肯人会经历Pon farr。如果他们不能与配偶交配或者进行宗教决斗，他们会进入血热病状态，最终死亡。
瓦肯人认为 Pon farr 是一件非常私人的事情，向其他物种提及它几乎是禁忌。瓦肯人甚至不愿意与其他瓦肯人讨论 Pon farr，甚至瓦肯或者其他种族的医生会伪造诊断以保护患者的隐私。所以关于Pon farr的文献几乎不存在，这与瓦肯人对任何其他生物功能的通常合乎逻辑和科学冷静的看法形成鲜明对比。
航海家号的医生称“对于一个高度智力文化水平的种族来说，瓦肯人对于性的态度居然跟维多利亚时代的人们一样。”
航海家号的瓦肯人杜沃克称，结束Pon farr只有三种办法: 交配，宗教决斗（kal-if-fee）或瓦肯人的冥想。